# IOS 4
iOS 4 je čtvrtá hlavní verze mobilního operačního systému iOS, vyvíjeného společností Apple Inc.. Byla představena 8. dubna 2010 na tiskové konferenci Apple a uvolněna pro veřejnost 21. června 2010. Jedná se o první verzi systému, která nese název „iOS“ místo původního „iPhone OS“, což odráželo širší podporu více zařízení – konkrétně iPod Touch a iPad.
Tato verze přinesla řadu nových funkcí včetně složek, multitaskingu, podpory FaceTime, služby Game Center nebo aplikace iBooks. Zároveň ukončila podporu pro první generaci iPhonu a iPodu Touch. Verze iOS 4 byla nahrazena iOS 5, který byl vydán 12. října 2011.

## Novinky
- Složky pro organizaci aplikací na ploše
- Multitasking (omezený na novější zařízení)
- Volitelné tapety na domovské obrazovce
- Kontrola pravopisu v systému
- Sloučená schránka Mail – zobrazení více e-mailových účtů současně
- iBooks pro iPhone a iPod touch
- FaceTime – videohovory přes Wi-Fi (jen pro zařízení s přední kamerou)
- Game Center – sociální síť pro mobilní hry
- AirPrint a AirPlay (ve verzi 4.2)
- Najít iPhone pro vybraná zařízení (od verze 4.2.1)

## Podporovaná zařízení

### iPhone
- iPhone 3G – omezená podpora
- iPhone 3GS
- iPhone 4

### iPod Touch
- iPod Touch (2. generace) – omezená podpora
- iPod Touch (3. generace)
- iPod Touch (4. generace)

### iPad
- iPad (1. generace)
- iPad 2

### Apple TV
- Apple TV (2. generace)

## Problémy

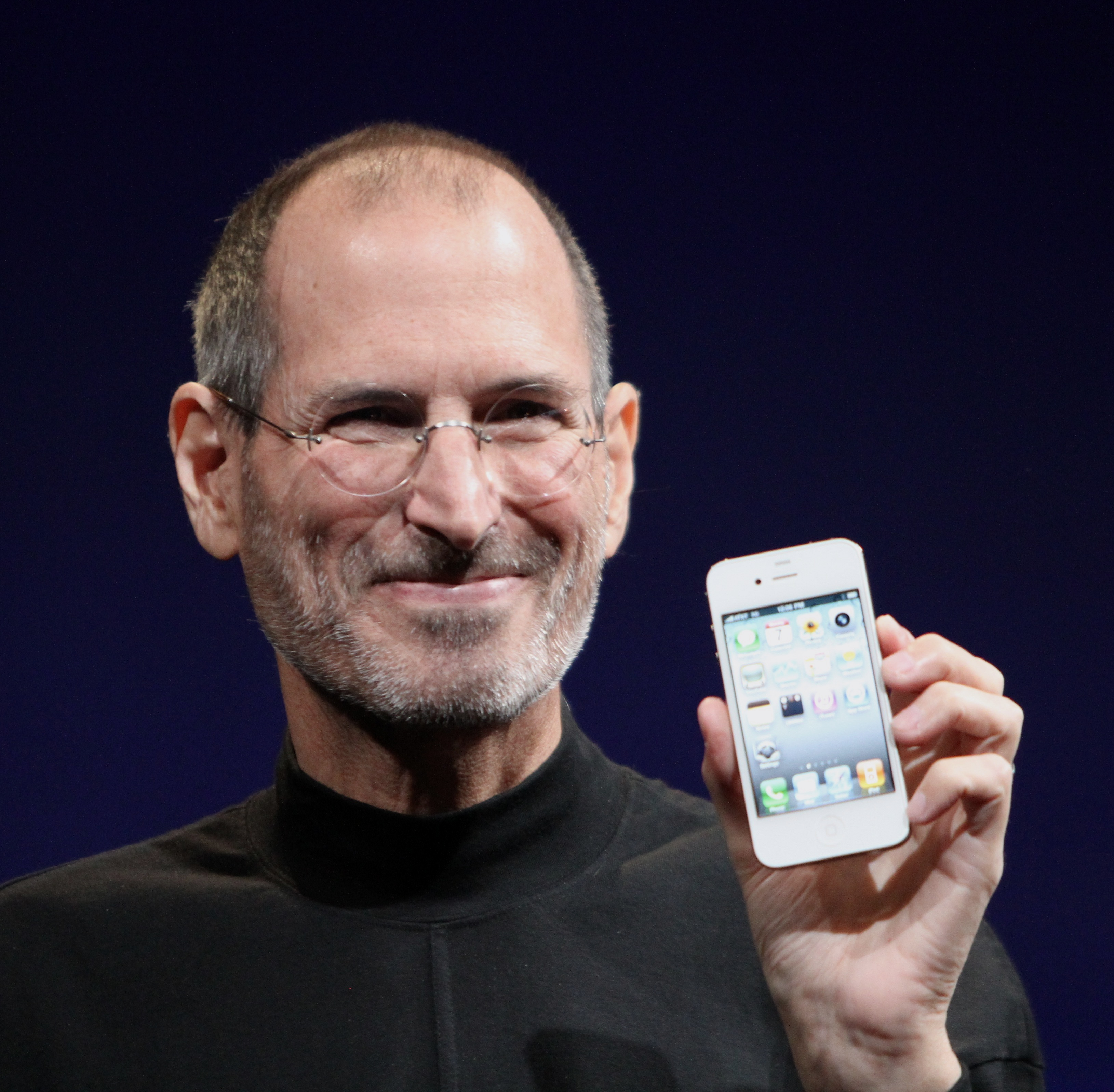
iPhone 4 – představen 7. června 2010 Stevem Jobsem jako první zařízení s iOS 4.

### Výkon a stabilita
iPhone 3G po aktualizaci na iOS 4 trpěl výrazným zpomalením a nižší výdrží baterie. Apple přislíbil opravu, ale problémy zcela nevyřešil. Společnost byla zažalována pro údajné klamání zákazníků.

### Antennagate
Po uvedení iPhone 4 se objevily problémy s příjmem signálu způsobené uchopením telefonu. Apple reagoval aktualizací algoritmu zobrazení signálu (verze 4.0.1), ale problémy přetrvávaly.

### Chyby budíku
Budík v aplikaci Hodiny selhával při změně letního/zimního času – spouštěl se o hodinu jinak.

## Přehled verzí
| Verze | Datum vydání       | Hlavní změny                                                                |
| ----- | ------------------ | --------------------------------------------------------------------------- |
| 4.0   | 21. června 2010    | Složky, multitasking, tapety, sjednocená schránka e-mailu, FaceTime, iBooks |
| 4.0.1 | 15. července 2010  | Úprava algoritmu zobrazení signálu – reakce na Antennagate                  |
| 4.0.2 | 11. srpna 2010     | Oprava bezpečnostní chyby v PDF                                             |
| 4.1   | 8. září 2010       | HDR fotografie, Game Center, upload HD videa, oprava výkonu iPhone 3G       |
| 4.2.1 | 22. listopadu 2010 | Sloučení iOS pro iPad a iPhone, AirPrint, AirPlay, Najít iPhone             |
| 4.3   | 4. března 2011     | iTunes Home Sharing, osobní hotspot, ukončení podpory iPhone 3G             |
| 4.3.1 | 25. března 2011    | Opravy videa a stability                                                    |
| 4.3.2 | 14. dubna 2011     | Opravy FaceTime a připojení                                                 |
| 4.3.3 | 4. května 2011     | Oprava chyby s ukládáním polohy (locationgate)                              |
| 4.3.4 | 15. července 2011  | Oprava PDF exploitu                                                         |
| 4.3.5 | 25. července 2011  | Oprava chyby SSL/TLS připojení                                              |

## Verze pro CDMA zařízení
Některé verze systému byly vydány výhradně pro iPhone 4 (CDMA varianta):
| Verze        | Datum vydání          | Poznámky                                                  |
| ------------ | --------------------- | --------------------------------------------------------- |
| 4.2.6        | 31. ledna 2011        | První veřejná verze pro iPhone 4 (CDMA)                   |
| 4.2.7–4.2.10 | duben – červenec 2011 | Bezpečnostní opravy, stabilita připojení, oprava FaceTime |

## Přijetí
iOS 4 byl považován za jeden z největších posunů v historii systému iOS. Přinesl funkce, které se staly standardem (složky, multitasking, FaceTime). Přes pozitivní přijetí médii čelil kritice za nízký výkon na starších zařízeních a kauzu Antennagate.